# Gerhard Wahnrau
Gerhard Otto Alexander Wahnrau (* 29. Dezember 1913 in Hamburg; † 1981 in Darmstadt) war ein deutscher Film- und Theaterhistoriker.

## Leben
Der Vater war Ingenieur und besaß eine Zentralheizungsfirma in Rostock. Gerhard Wahnrau besuchte das dortige Gymnasium und studierte seit 1933 Philosophie und Kulturwissenschaft in Rostock. 1938 promovierte er dort.
In den 1950er-Jahren lebte Wahnrau mit seiner Familie in Ost-Berlin und war dort als Theater- und Filmhistoriker tätig. In den 1960er-Jahren siedelte er nach Darmstadt über.

## Publikationen
Gerhard Wahnrau veröffentlichte einige Schriften zur Theater- und Filmgeschichte. Seine Geschichte der Berliner Theater ist bis in die Gegenwart ein wichtiges Nachschlagewerk mit vielen Detailinformationen.
- Spielfilm und Handlung, Dissertation, Hinstorff Rostock, 1939
- Du bist mein, ich bin dein. Deitsche Liebes-Gedichte aus acht Jahrhunderten, Verlag der Nation Berlin, [1957], mit Max Schwimmer
- Berlin. Stadt der Theater. Der Chronik I. Teil, Henschel Verlag Berlin, 1957, detailreiche Geschichte der Berliner Theater bis 1889
- Lebendige Leinwand. 60 Jahre Film. Auf der Grundlage eines Manuskripts und einer Bilderauswahl, bearbeitet von Werner Wendt und Fritz Rödel, mit 758 Abbildungen,  Henschelverlag Berlin 1958